# Azione universitaria
Azione universitaria (AU) è un'associazione studentesca italiana di destra.
Nata nel 1996 come ramo universitario di Azione Giovani, organizzazione giovanile di Alleanza Nazionale, nel 2009 confluì in Giovane Italia, l'organizzazione giovanile del Popolo della Libertà, ma alcuni nuclei territoriali restarono autonomi.
Dal 2014 è divenuta l'organizzazione universitaria di Gioventù Nazionale, giovanile di Fratelli d'Italia.

## Storia
L'associazione nacque ufficialmente nel 1996 allorquando, sulla scia della svolta di Fiuggi, il Movimento Sociale Italiano - Destra Nazionale si trasformò in Alleanza Nazionale ripudiando posizioni eversive per accreditarsi come forza di governo e coinvolgendo in tale trasformazione anche la propria organizzazione studentesca, l'allora Fronte universitario d'azione nazionale (FUAN), rinominata Azione universitaria, deputata a proporre negli atenei italiani la linea politica della nuova formazione politica.
Diffusa sull'intero territorio nazionale, Azione universitaria, pur all'interno di Azione Giovani, ha sempre mantenuto comunque una organizzazione autonoma e indipendente rispetto al partito di riferimento, con propri rappresentanti nazionali, regionali e locali eletti negli organi accademici di tutti gli atenei d'Italia. Nel 2000 diviene presidente nazionale Giampiero Cannella, affiancato da un direttivo di cinque persone.
Il 14 settembre del 2005 durante il Congresso nazionale di Azione universitaria Giovanni Donzelli fu eletto presidente nazionale.
In alcuni atenei il movimento è stato presente con la sigla elettorale di "Alleanza universitaria", mentre in altri ha mantenuto la vecchia sigla FUAN (Fronte Universitario di Azione Nazionale) risalente ai tempi del MSI accanto al nome Azione universitaria.

### Dopo il 2009
Insieme ad Azione giovani, con lo scioglimento di AN, Azione universitaria si sciolse e confluì per intero in Giovane Italia, ma dei nuclei hanno mantenuto la loro autonomia all'interno di alcuni atenei . 
Questi nuclei di Azione universitaria sono stati rappresentati, all'interno del Consiglio universitario nazionale (CUN) e del Consiglio nazionale degli studenti universitari (CNSU). Alle elezioni in questo organismo nel 2013 ha ottenuto un seggio nel primo e un altro nel quarto distretto, mentre nel terzo la lista unica con Studenti per le libertà ha ottenuto 2 seggi.
Con la nascita di Fratelli d'Italia e la rispettiva organizzazione giovanile, Gioventù Nazionale, Azione Universitaria nel 2014 ne diviene l'organizzazione collaterale per l'ambito universitario.

## Simbolo
Il simbolo di Azione Universitaria è costituito da un libro e una feluca, che erano già presenti in quello del FUAN, inscritti in una circonferenza tricolore. 
Il simbolo del FUAN riprendeva a sua volta, con alcune modifiche, quello dei Gruppi Universitari Fascisti (che aveva però un moschetto e un fascio littorio sopra il libro).

## Festa nazionale
Dal 2006 a metà luglio in Versilia si svolgeva Dedalo, la festa nazionale di Azione Universitaria. L'edizione 2012 si è svolta a Cesenatico.

## Risultati al CNSU
| Circoscrizione I: Nord Est | Lista                 | Voti  | %     | Seggi |
| -------------------------- | --------------------- | ----- | ----- | ----- |
| 2004                       |                       | 4.632 | 13,41 | 1     |
| 2007                       |                       | 3.182 | 11,62 | 1     |
| 2010                       | SpL-AU-MUP            | 4.925 | 13,64 | 1     |
| 2013                       | SpL-AU-MUP            | 2.939 | 12,65 | 1     |
| 2016                       | SpL-AU-MUP            | 3.514 |       | 1     |
| 2019                       | AU-SpL-LU             | 3.153 | 13,32 | 1     |
| 2022                       | AU-Studenti Fuorisede | 2.512 | 11,2  | 1     |

| Circoscrizione II: Nord Ovest | Lista      | Voti  | %     | Seggi   |
| ----------------------------- | ---------- | ----- | ----- | ------- |
| 2004                          |            | 4.536 | 13,45 | 1       |
| 2007                          |            | 7.017 | 18,08 | 1       |
| 2010                          | SpL-AU-MUP | 4.050 | 12,94 | 1       |
| 2013                          | SpL-AU-MUP | 2.217 | 8,28  | 0 ( -1) |
| 2016                          | SpL-AU-MUP | 1.714 |       | 0       |
| 2019                          | AU-SpL-LU  | 1.259 | 4,31  | 0       |
| 2022                          | AU         | 2.664 | 13,3  | 1 ( 1)  |

| Circoscrizione III: Centro | Lista  | Voti   | %     | Seggi   |
| -------------------------- | ------ | ------ | ----- | ------- |
| 2004                       |        | 8.081  | 23,24 | 1       |
| 2007                       |        | 9.774  | 25,01 | 2       |
| 2010                       | AU-SpL | 14.480 | 32,64 | 3       |
| 2013                       | AU-SpL | 10.390 | 27,68 | 2 ( -1) |
| 2016                       | AU-SpL | 6.075  |       | 2       |
| 2019                       | AU-SpL | 7.520  | 23,71 | 2       |
| 2022                       | AU     | 3.600  | 13,7  | 1 ( 1)  |

| Circoscrizione IV: Sud | Lista  | Voti   | %     | Seggi   |
| ---------------------- | ------ | ------ | ----- | ------- |
| 2004                   |        | 12.549 | 17,17 | 2       |
| 2007                   |        | 12.088 | 16,74 | 1       |
| 2010                   | AU-SpL | 12.159 | 15,25 | 1       |
| 2013                   | AU-SpL | 8.569  | 21,05 | 1 ( -2) |
| 2016                   | AU-SpL | 13.591 |       | 1       |
| 2019                   | AU     | 9.039  | 12,55 | 1       |
| 2022                   | AU     | 7.189  | 11,3  | 1       |

| Totale nazionale | Coalizione | Voti   | %           | Seggi  |
| ---------------- | ---------- | ------ | ----------- | ------ |
| 2004             | AU         | 17.085 | 9,7 (4.º)   | 2 / 28 |
| 2007             | AU-SpL     | 44.263 | 24,94 (3.º) | 5 / 28 |
| 2010             | AU-SpL     | 55.017 | 27,39 (2.º) | 6 / 28 |
| 2013             | AU-SpL     | 39.639 | 24,57 (2.º) | 4 / 28 |
| 2016             | AU-SpL     | 25.287 | 15,8 (4.º)  | 3 / 28 |
| 2019             | AU-SpL     | 20.971 | 13,4 (3.º)  | 4 / 28 |
| 2022             | AU         | 15.965 | 11,8 (5.º)  | 4 / 28 |
| 2025             | AU-SpL     | 29.088 | 18,42 (2.º) | 5 / 28 |